# Pipunculus tibialis
Pipunculus tibialis är en tvåvingeart som först beskrevs av Hardy 1943.  Pipunculus tibialis ingår i släktet Pipunculus och familjen ögonflugor. Inga underarter finns listade i Catalogue of Life.